# Fiat 1400
Fiat 1400 — автомобіль, що випускався компанією Fiat з 1950 по 1958 рік. Вперше автомобіль був представлений в 1950 році на Женевському автосалоні. Це був перший автомобіль виробництва Fiat з несучим[уточнити термін] кузовом. 1953 року вперше для моделей Фіат був випущений дизельний двигун (об'ємом 1900 куб. см) для моделі 1400 Diesel.

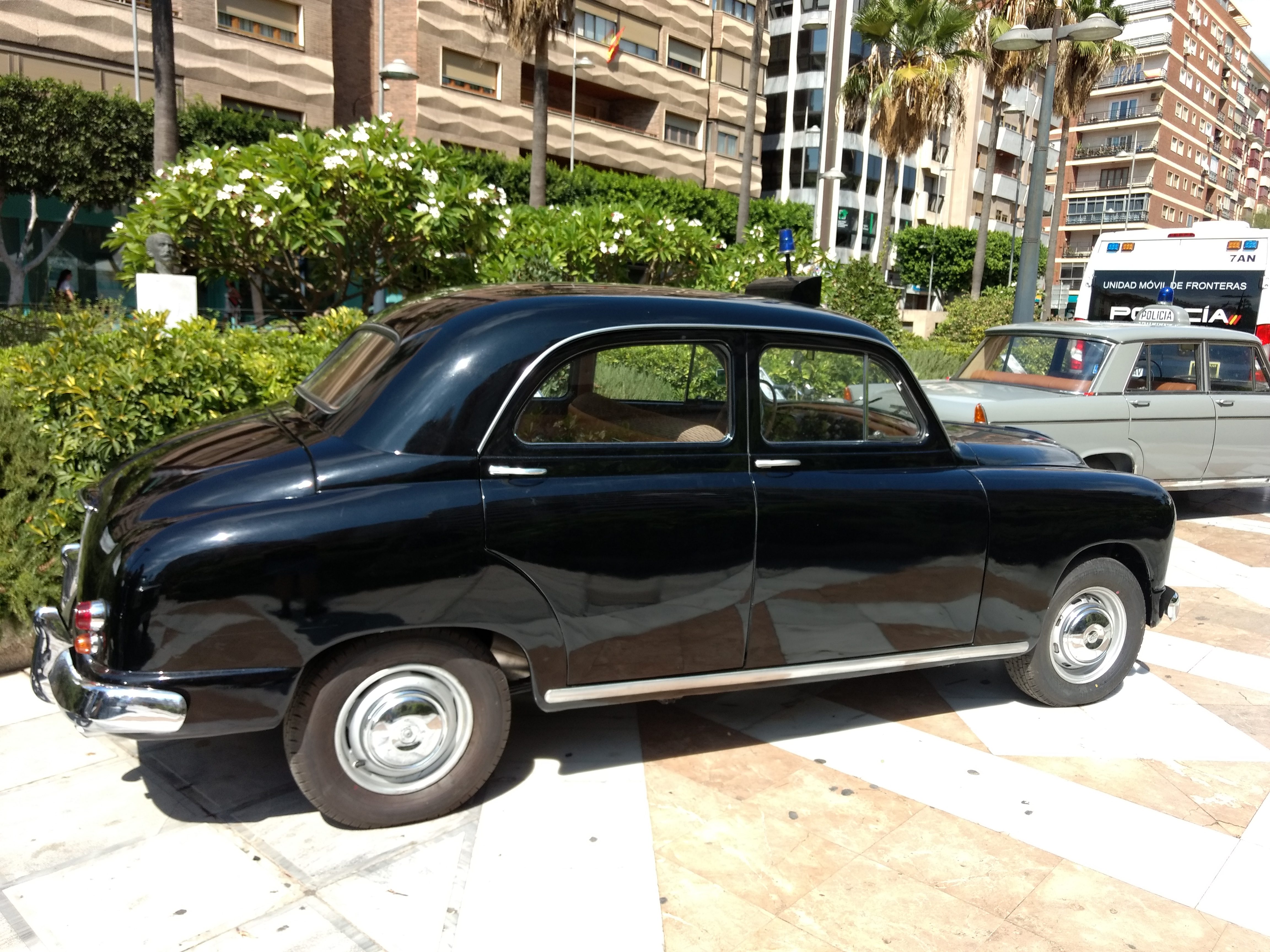

Також у 1953 році Fiat 1400 став першою моделлю для виробництва на заводі SEAT в Іспанії.

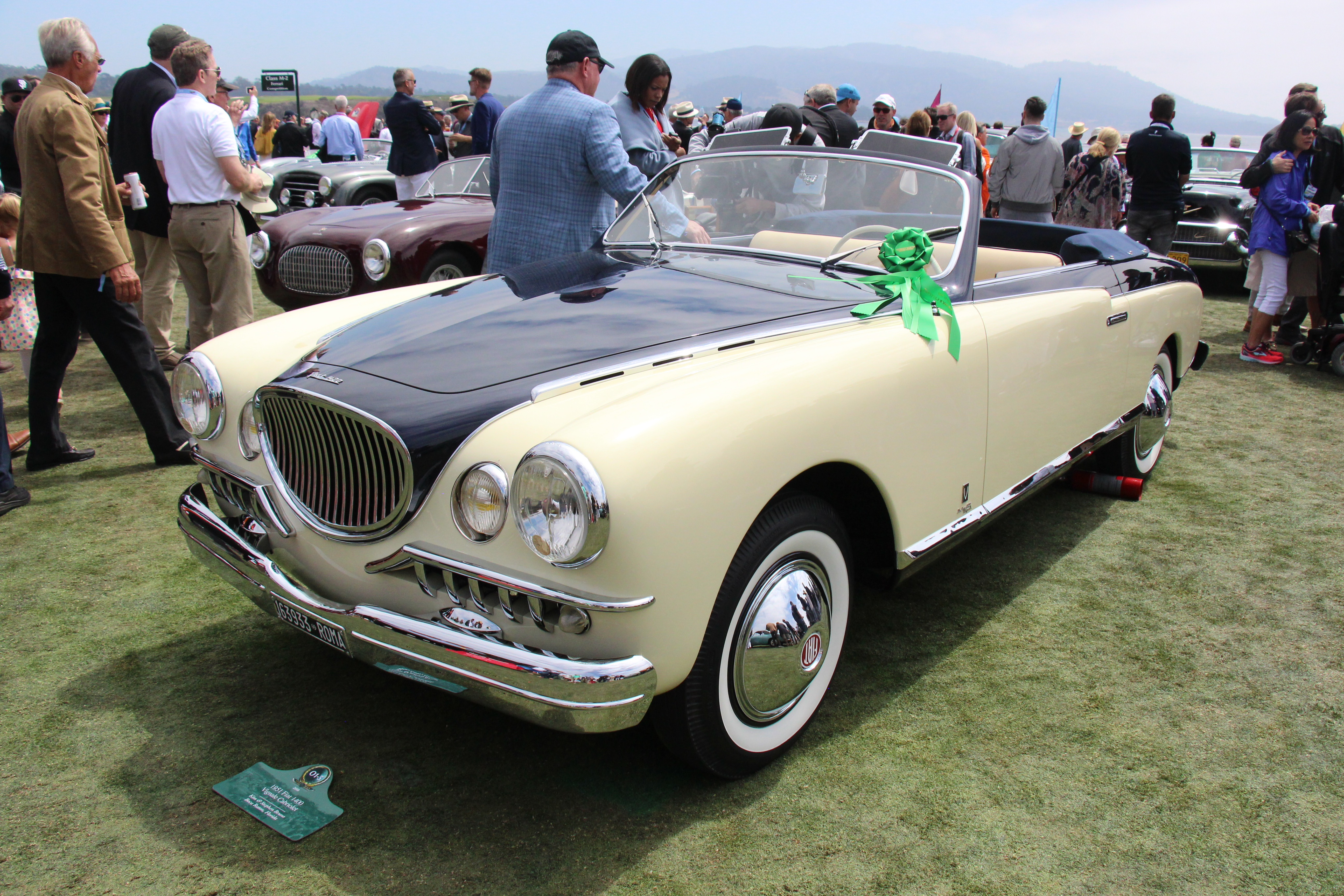
1951 Fiat 1400 Vignale Cabriolet

Можливо, що модель 1400 з дизельним двигуном об'ємом 1,9 л не стали називати Fiat 1900, щоб не сплутати її з бензиновим Fiat 1900, який був анонсований у квітні 1954, коли вся лінійка автомобілів зазнала зміни зовнішнього вигляду. Бензиновий двигун Fiat 1900 A розвивав потужність 70 к.с. Також машина була оснащена гідравлічним зчепленням та (нестандартно для того часу) 5-ступеневою (механічною) коробкою передач.

## Характеристики
- Двигун об'ємом 1,4 л, потужністю 44 к.с. при 4400 об/хв[2]
- Найбільший за об'ємом двигун, що ставився з 1953 року, мав об'єм 1,9 л і потужність 70 к.с. при 4400 об/хв[3]
- Максимальна швидкість — 120 км/год (для двигуна об'ємом 1400 куб.см.)
- Маса порожнього автомобіля 1120 кг
- Ручне гальмо під панеллю приладів
- Підлокітники у дверях

Усього вироблено близько 77 000 автомобілів.[джерело?]